# Mehmed Hoxha
Mehmed Hoxha (Djakovica, 29 november 1908 - Belgrado, 19 december 1987), was een Joegoslavisch politicus van Kosovaarse Albanese afkomst, van de partij Liga van Communisten van Kosovo (Savez Komunista Kosovo (i Metohija) (SKK)), de toen enige politieke partij van Kosovo die nog in staat van oprichting was aan het eind van de Tweede Wereldoorlog.
Mehmed Hoxha wordt gezien als eerste hoofd van de Autonome Provincie Kosovo en Metohija van 1 januari 1944 van 11 juli 1945, als Voorzitter van de Volksbevrijdingscommissie. Zijn opvolger was Fadil Hoxha, de eerste parlementair president die eveneens premier van Kosovo zou worden.
- International Standard Name Identifier: 0000 0000 3457 3887
- Library of Congress Control Number: n2002037449
- Virtual International Authority File: 78136938
- WorldCat: E39PBJcWyHfHdKW7v4c7GXYMfq

Politieke partijen: Democratische Liga van Kosovo (LDK) · Democratische Liga van Dardania (LDD) · Democratische Partij van Kosovo (PDK) · Alliantie voor de Toekomst van Kosovo (AAK) · Hervormingspartij (ORA) · Alliantie voor een Nieuw Kosovo (AKR) · Zelfbeschikking (VV)

Overige artikelen: President van Kosovo · Premier van Kosovo